# Ayla Aksu
Ayla Aksu (* 15. Juli 1996 in San Francisco, Kalifornien) ist eine türkisch-US-amerikanische Tennisspielerin.

## Karriere
Aksu, die im Alter von fünf Jahren mit dem Tennisspielen begann, bevorzugt dabei den Hartplatz. Sie spielt überwiegend Turniere auf dem ITF Women’s Circuit, bei denen sie bereits 13 Einzel- und 16 Doppeltitel gewonnen hat.
2017 debütierte sie in der türkischen Fed-Cup-Mannschaft.

## Turniersiege

### Einzel
| Nr. | Datum             | Turnier                  | Kategorie   | Belag     | Finalgegnerin                | Ergebnis       |
| --- | ----------------- | ------------------------ | ----------- | --------- | ---------------------------- | -------------- |
| 1.  | 7. Juni 2015      | Adana                    | ITF $10.000 | Hartplatz | Carla Touly                  | 3:6, 6:3, 7:63 |
| 2.  | 16. August 2015   | Bursa                    | ITF $10.000 | Hartplatz | María Fernanda Álvarez Terán | 6:3, 6:1       |
| 3.  | 22. August 2015   | Izmir                    | ITF $10.000 | Hartplatz | Keren Shlomo                 | 2:6, 6:4, 7:64 |
| 4.  | 8. Mai 2016       | Antalya                  | ITF $10.000 | Hartplatz | Julija Stamatowa             | 6:4, 6:1       |
| 5.  | 15. Mai 2016      | Antalya                  | ITF $10.000 | Hartplatz | Sarah Lee                    | 6:1, 4:6, 7:61 |
| 6.  | 19. Juni 2016     | Antalya                  | ITF $10.000 | Hartplatz | Raluca Georgiana Șerban      | 6:3, 6:3       |
| 7.  | 16. Oktober 2016  | Antalya                  | ITF $10.000 | Sand      | Ágnes Bukta                  | 6:4, 2:6, 7:5  |
| 8.  | 23. Oktober 2016  | Antalya                  | ITF $10.000 | Sand      | Ágnes Bukta                  | 7:5, 6:2       |
| 9.  | 6. November 2016  | Antalya                  | ITF $10.000 | Sand      | Tayisiya Morderger           | 7:5, 6:1       |
| 10. | 25. November 2018 | Antalya                  | ITF $15.000 | Hartplatz | Kirsten-Andrea Weedon        | 7:5, 6:1       |
| 11. | 3. Oktober 2021   | Monastir                 | ITF W15     | Hartplatz | Pimrada Jattavapornvanit     | 6:3, 6:4       |
| 12. | 21. April 2024    | Santa Margherita di Pula | ITF W35     | Sand      | Lucie Havlíčková             | kampflos       |
| 13. | 1. September 2024 | Collonge-Bellerive       | ITF W35     | Sand      | Sada Nahimana                | 3:6, 6:1, 6:4  |

### Doppel
| Nr. | Datum              | Turnier             | Kategorie   | Belag         | Partnerin               | Finalgegnerinnen                             | Ergebnis          |
| --- | ------------------ | ------------------- | ----------- | ------------- | ----------------------- | -------------------------------------------- | ----------------- |
| 1.  | 20. Juni 2014      | Istanbul            | ITF $10.000 | Hartplatz     | İpek Soylu              | Elke Lemmens Julija Stamatowa                | 4:6, 6:3, [10:4]  |
| 2.  | 30. März 2015      | Antalya             | ITF $10.000 | Hartplatz     | Melis Sezer             | Dorien Cuypers Aymet Uzcátegui               | 6:2, 6:4          |
| 3.  | 23. Mai 2015       | Antalya             | ITF $10.000 | Hartplatz     | Melis Sezer             | Mariaryeni Gutiérrez María Martínez Martínez | 7:5, 6:2          |
| 4.  | 5. Juni 2015       | Adana               | ITF $10.000 | Hartplatz     | Melis Sezer             | Cemre Anıl Wassilissa Aponasenko             | 6:1, 6:3          |
| 5.  | 12. Juni 2015      | Adana               | ITF $10.000 | Sand          | Melis Sezer             | Emma Flood Anette Munozova                   | 6:75, 6:4, [10:3] |
| 6.  | 26. Juni 2015      | Balıkesir           | ITF $10.000 | Hartplatz     | Melis Sezer             | Cristina Adamescu Cemre Anıl                 | 6:3, 6:2          |
| 7.  | 26. September 2015 | Antalya             | ITF $10.000 | Hartplatz     | Julija Stamatowa        | Tamara Kupková Elina Nepli                   | 7:5, 6:3          |
| 8.  | 2. April 2016      | Antalya             | ITF $10.000 | Hartplatz     | Melis Sezer             | Wiktorija Tomowa Anastasija Wassyljewa       | 6:3, 6:3          |
| 9.  | 12. August 2016    | Arad                | ITF $10.000 | Sand          | Chantal Škamlová        | Yasmin Gulman Camelia-Elena Hristea          | 6:3, 6:3          |
| 10. | 5. November 2016   | Antalya             | ITF $10.000 | Sand          | Melis Sezer             | Dia Ewtimowa Valeria Gorlats                 | 6:1, 7:65         |
| 11. | 25. Februar 2017   | Antalya             | ITF $15.000 | Sand          | Ekaterine Gorgodse      | Başak Eraydın Karin Kennel                   | 6:3, 6:1          |
| 12. | 11. Juni 2017      | Figueira da Foz     | ITF $25.000 | Hartplatz     | Raluca Georgiana Șerban | María Fernanda Herazo Victoria Rodríguez     | 6:4, 6:1          |
| 13. | 14. Oktober 2017   | Lagos               | ITF $25.000 | Hartplatz     | Ana Veselinović         | Conny Perrin Walerija Strachowa              | 6:4, 6:2          |
| 14. | 14. April 2018     | Istanbul            | ITF $60.000 | Hartplatz     | Harriet Dart            | Olga Doroschina Anastassija Potapowa         | 6:4, 7:63         |
| 15. | 1. Februar 2025    | Andrézieux-Bouthéon | ITF W75     | Hartplatz (i) | Julija Hatouka          | Conny Perrin Lian Tran                       | 5:7, 6:4, [14:12] |
| 16. | 24. Mai 2025       | Kuršumlijska Banja  | ITF W75     | Sand          | Anna Sisková            | Freya Christie Schibek Qulambajewa           | 6:4, 6:2          |